# Сербайло Андрій Андрійович
Андрій Андрійович Сербайло (нар. 7 жовтня 1959, село Новоселиця, Міжгірський район, Закарпатська область) — український політик. Перший заступник голови Закарпатської обласної державної адміністрації.

## Освіта
Закінчив Вищу комсомольську школу при ЦК ВЛКСМ за спеціальністю «Історія» та Академію державного управління при Президентові України за спеціальністю «Державне управління». Магістр державного управління.

## Кар'єра
У жовтні 1998 року Андрія Сербайла було затверджено на посаду заступника Ужгородського міського голови з питань діяльності виконавчих органів. Саме в цей час за його активної участі вперше в області був створений міський Центр реабілітації дітей з вадами опорно-рухового апарату «Оптиміст», який згодом отримав назву «Дорога життя». І досі Андрій Андрійович опікується цим Центром і є почесним головою Наглядової ради.
Після закінчення терміну повноважень заступника Ужгородського міського голови з 2002 по 2008 роки Андрій Андрійович Сербайло працює генеральним директором ТОВ «Ландкост Інвест». Йому вдається залучити більше 120 млн. гривень інвестицій у розвиток економіки Ужгорода. Зокрема, саме за його підтримки та безпосередньої участі в обласному центрі було побудовано та введено в експлуатацію найбільший у краї торговельний центр будівельних матеріалів "Нова Лінія". Невдовзі він стає заступником голови Наглядової ради АТ «Нова лінія». 
З квітня 2006 р. — депутат Закарпатської обласної ради за списком «Блоку Юлії Тимошенко». Був керівником фракції «БЮТ».
У травні 2010 року депутатський корпус обласної ради обирає Андрія Сербайла першим заступником голови Закарпатської обласної ради, а у листопаді 2010 року – заступником голови облради VI скликання. Андрій Сербайло стає одним із ініціаторів створення громадської організації «Товариство верховинців Міжгірщини» та обраний її головою.